# نپی‌یرویل، کبک
نپی‌یرویل (به فرانسوی: Napierville) شهری در منطقه شهری له ژاردن-دو-ناپیرویل ناحیه مونترژی در استان کبک کانادا است. در سرشماری سال ۲۰۱۱ این شهر ۳٬۳۱۰ نفر جمعیت داشته‌است و مساحت آن ۴٫۵۳ کیلومتر مربع است.